# Zgrada prijateljstva između Grčke i Bosne i Hercegovine
Zgrada prijateljstva između Grčke i Bosne i Hercegovine je poslovna zgrada u Sarajevu. U njoj je smješteno Vijeće ministara Bosne i Hercegovine.

## Povijest
Građevina je dovršena 1974. godine i u njoj se nalazila Vlada Socijalističke Republike Bosne i Hercegovine. Tada je službeno nazvana Zgrada Izvršnog Vijeća i tu ulogu je imala do početka Rata u Bosni i Hercegovini 1992. U svibnju iste godine, tijekom granatiranja Sarajeva koje je izvela vojska bosanskih Srba, građevina je oštećena te je uslijedio požar zbog kojeg je znatno uništena.
Završetkom rata 1995., zgrada je ostala u ruševnom stanju sve do obnove koja je započela 2006. godine.

## Obnova
Vlada Republike Grčke je 2006. osigurala 80% financijskih sredstava za obnovu zgrade. Ukupna vrijednost projekta iznosila je nešto više od 17,5 milijuna eura. Grčka je donirala 13,5 milijuna dok je udio BiH bio nešto više od 4 milijuna eura. Sama obnova je završena u nešto manje od godinu dana te je zgrada službeno otvorena 23. srpnja 2007. Na samoj svečanoj ceremoniji otvaranja, grčki premijer Kostas Karamanlis je rekao kako "zgrada koja je nekada bila simbol rata, sada postaje spomenik mira i prijateljstva".

## Galerija slika
- Zgrada poslije rata
- Obnovljena zgrada

## Vanjske poveznice
SkyscraperCity.com